# Paredes de Sigüenza
Paredes de Sigüenza è un comune spagnolo di 52 abitanti situato nella comunità autonoma di Castiglia-La Mancia.